# استدلال بی‌اعتبارکننده فرگشتی
استدلال بی‌اعتبارکننده فرگشتی (انگلیسی: Evolutionary debunking) یک «برهان‌زدایی تکاملی»، است که گاهی به عنوان «استدلال ابهام‌زدایی تکاملی» یا «تز ابطال‌زدایی تکاملی» از آن یاد می‌شود، یک برهان (منطق) است که معتقد است، زیرا انسان‌ها (مانند همه موجودات) منشأ فرگشتی دارند، اصول فلسفه اخلاق و اخلاق که ما ابداع کرده‌ایم باطل است و نمی‌توان آن را علم عینی دانست. طرفداران چنین استدلال‌هایی استدلال می‌کنند که واقع‌گرایی اخلاقی و/یا خداباوری را رد می‌کنند یا حداقل در مورد آن تردید می‌کنند.با این حال، منتقدان استدلال کرده‌اند که این استدلال‌ها خودشان نامعتبر هستند.
استدلالی وجود دارد که به دلیل اخلاق‌شناس گای کاهان در آکسفورد، به آن استدلال ابطال‌کننده تکاملی می‌گویند. تقریباً به این صورت بیان می‌شود:
1. چیزی از طریق انتخاب طبیعی تکامل یافته‌است.
2. انتخاب طبیعی سازگاری (زیست‌شناسی) را دنبال می‌کند.
3. حقیقت همان سازگاری نیست.
4. پس اگر آن چیز تکامل یافته باشد، می‌توان گفت که مناسبتر بوده‌است، اما به معنی درست بودن آن نیست.

گای کاهان این مشکل را «تحقیق حقیقت» می‌نامد.